# Bhartṛhari

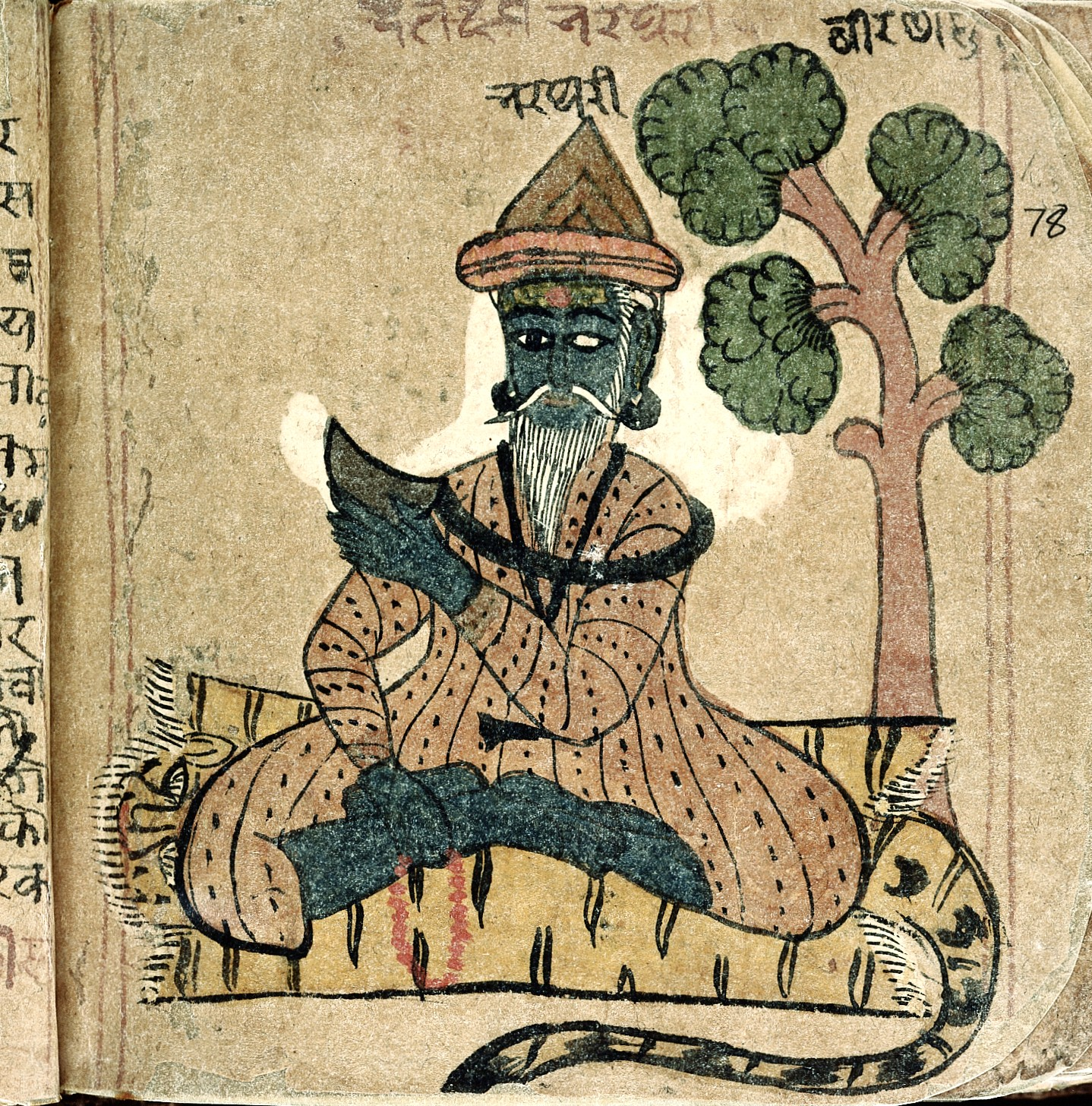
Manoscritto Hindi

Bhartṛhari (c. 450 – 510) è stato un grammatico, filosofo e poeta indiano in lingua sanscrita.

## Biografia
Poche le notizie certe sulla sua vita. Sicuramente fu uno dei primi grammatici indiani, ma le sue opere hanno anche un grande significato filosofico, specialmente per quanto riguarda le connessioni che pongono tra grammatica, logica, semantica e ontologia.
È menzionato dal viaggiatore pellegrino cinese I-tsing, secondo il quale Bhartṛhari si sarebbe fatto sette volte monaco buddista e per sette volte avrebbe ceduto alle passioni mondane e della carne.
Questa ipotesi non pare del tutto priva di fondamento: leggendo con attenzione le sue opere principali, ossia le tre centurie poetiche dedicate rispettivamente all'amore (Nītśataka), alla pratica morale (Śṛṅgāraśataka)  e alla rinuncia dei piaceri del mondo (Vairāgyaśataka), raccolte sotto il titolo unico di Śatakatraya ("Le tre centurie"), risulta evidente il contrasto fra i desideri carnali e l'esaltazione delle grazie femminili espressi nella prima, la convinzione della vanità e vacuità di esse sostenuta nella seconda e l'aspirazione alla castità e all'ascetismo manifestata nell'ultima. In tutte le sue opere, però, lo scrittore non rivelò apertamente nessuna conversione al buddismo, ma anzi confermò le tendenze vedantiste. Complessivamente la poesia di Bhartṛhari è aforistica e commenta i costumi sociali del tempo.
Egli fu anche uno dei primi autori indiani ad essere conosciuto in Europa, grazie alla traduzione in olandese realizzata dal missionario calvinista Abraham Roger, stampata la prima volta a Leida nel 1651. In lingua italiana, se ne ha una versione completa grazie a Umberto Norsa: Bhartṛhari. Le tre centurie (1933).
Secondo la tradizione, Bhartṛhari viene identificato con il re leggendario degli Ujjaini Bhartṛhari traya Shataka, vissuto nel I secolo che, dopo aver abbandonato la moglie per concedersi alla dissolutezza della vita, si ritirò solitario in un eremo per volgersi all'ascetismo, oppure col fratello del re Vikramāditya o Candragupta II (375-418).

## Linguista
È ritenuto uno dei più importanti semantici e filosofi indiani.
Nella sua opera principale, Vākyapadīya ("Sentenze sulle parole"), l'autore ha teorizzato l'atto linguistico, suddividendolo in tre fasi:
- Concettualizzazione, frutto della ideazione;
- Divulgazione del linguaggio, frutto della comunicazione;
- Comprensione del linguaggio, per il quale è necessaria l'interpretazione.

Le sue teorizzazioni fecero da fondamento per la scuola śabda-advaita che si occupò di approfondire linguaggi e cognizioni, e a lui si deve in particolar modo la dottrina denominata della comprensione, oltre che un paradosso di inammissibilità o irriconoscibilità che è diventato noto come il paradosso di Bhartṛhari e una visione olistica del significato della frase, in base alla quale il significato di un'enunciazione è noto solo dopo che è stata ricevuta l'intera frase (vākyasphoṭa).
I primi due capitoli del Vākyapadīya, oltre alla teorizzazione dell'atto linguistico, trattano della natura della creazione, dell'anima individuale (jîva), della relazione con Brahman e con il mondo.

## Opere in edizioni moderne

### Grammatica
- Wilhelm Rau, Vākyapadīya / die mūlakārikās nach den Handschriften hrsg. und mit einem pāda-Index versehen,  Wiesbaden: Steiner, 1977, Abhandlungen für die Kunde des Morgenlandes 42,4
- Wilhelm Rau, Bhartrhari Vākyapadīya II: Text der Palmblatt-Handschrift Trivandrum S.N. 532 (= A), Stuttgart: Steiner, 1991, Abhandlungen der Geistes- und Sozialwissenschaftlichen Klasse, Akademie der Wissenschaften und der Literatur Nr. 7, ISBN 3-515-06001-4
- Saroja Bhate, Word index to the Vākyapadīya of Bhartr̥hari, together with the complete text of the Vākyapadīya (Delhi: Eastern Book Linkers, 1992.)  ISBN 81-85133-54-9 Open Library

### Poesia
- Greg Bailey e Richard F. Gombrich, 2005, Love Lyrics by Amaru [and] Bhartṛhari, translated by Greg Bailey & by Bilhaṇa edited and translated by Richard Gombrich (New York: NYU). Vedere: Open Library  ISBN 0-8147-9938-8
- D. D. Kosambi, 1945 The Satakatrayam of Bhartrhari with the Comm. of Ramarsi, stampato in collaborazione con Pt. K. V. Krishnamoorthi Sharma (Anandasrama Sanskrit Series, No.127, Poona)